# Salland

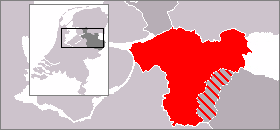
Lage in der Provinz Overijssel

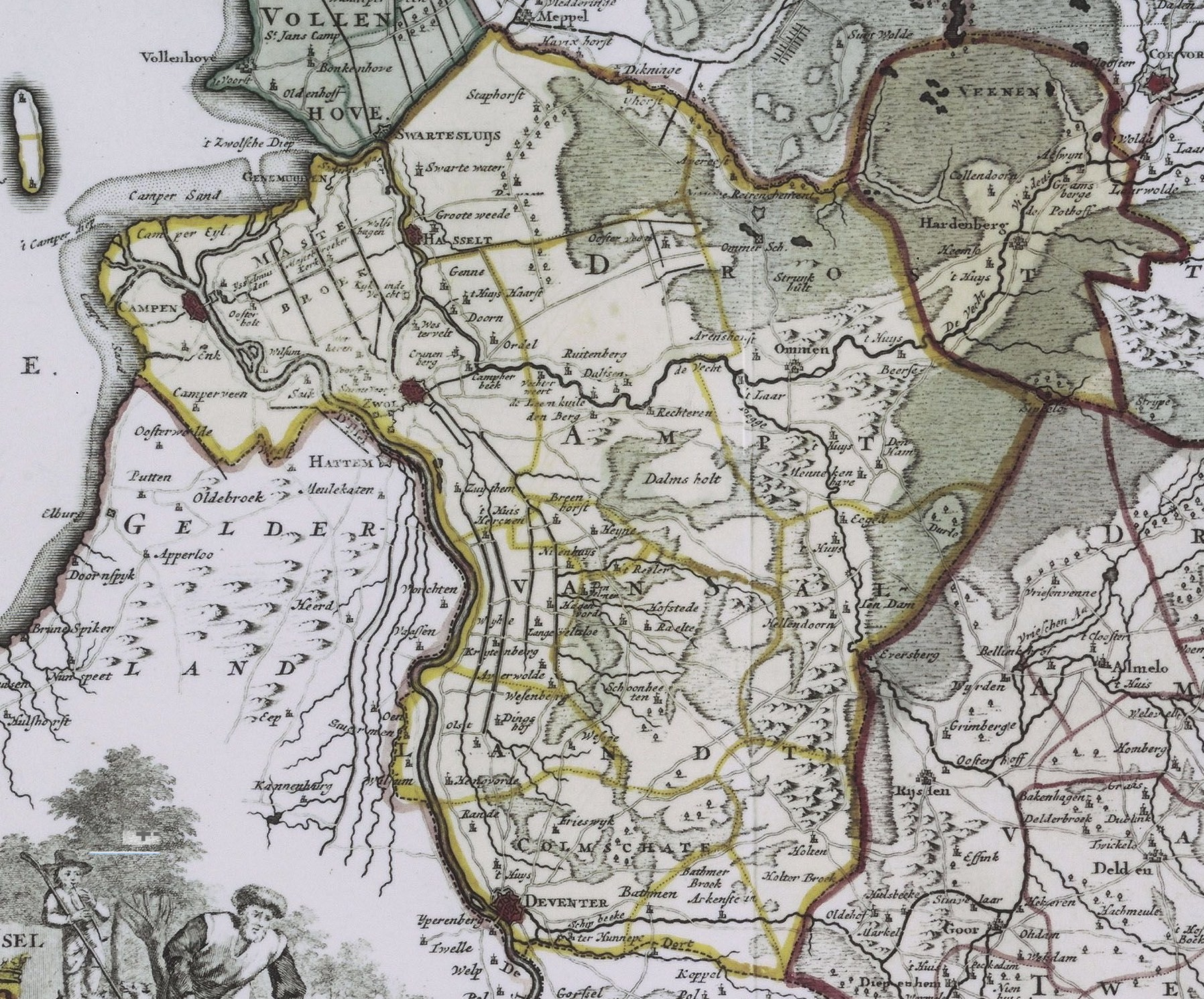
Salland im Jahr 1757

Salland ist eine Region in der niederländischen Provinz Overijssel.
Die Region umfasst das Gebiet zwischen den Städten Deventer, Zwolle, Ommen und Rijssen-Holten und ist landschaftlich interessant durch kleine Schlösser und Wälder. Das östliche Ufer der IJssel bildet die Westgrenze der Region. Neben den genannten Städten ist vor allem das ausgedehnte Industriedorf Raalte von Bedeutung. Von touristischem Interesse sind unter anderem der Nationalpark Sallandse Heuvelrug (Sallander Hügelrücken), dessen Hügel sich bis zu 75 m über NN erheben, Radwandertouren sowie städtische Architektur.